# اچ‌ام‌اس چیسر (دی۳۲)
اچ‌ام‌اس چیسر (دی۳۲) (به انگلیسی: HMS Chaser (D32)) یک کشتی بود که طول آن ۴۹۱ فوت ۶ اینچ (۱۴۹٫۸۱ متر) بود. این کشتی در سال ۱۹۴۳ ساخته شد.